# Михайловская церковь (Осовцы)
Православная приходская церковь Архангела Михаила в с. Осовцы Дрогичинского благочиния Брестской епархии, Белорусской православной церкви (Московского Патриархата).
К приходу относятся селения: Осовцы, Белин, Адамово, Гута, Крестиново, Ялочь, Язвины.
Церковь в Осовцах существовала с давних времён и неизвестно кем и когда построена.
В 1780 г. храм из-за обветшания был перестроен помещиком Климентом Ожешко. Около церкви построена деревянная колокольня.
В 1836 г. устроен иконостас. В церкви находилась чтимая икона Божией Матери «Скорбящая», которая почиталась чудотворной «живописи выразительной», писана на холсте масляными красками.
В 1814 г. икона покрыта серебряной ризой с позолоченными венцами над ликами и украшена «блестящими» камнями. Полагается, что первоначально икона находилась в Белинской церкви, которая была устроена в имении Ожешко в 1785 г. (в 1785 г. икону переносили в Осовцы). Икона находилась на горнем месте, но в 1880-х годах от обветшания Белинская церковь была разрушена и икона перенесена в Осовецкую церковь. Икону поместили на левом клиросе у стены в позолоченном киоте, который был устроен усердием жертвователей в 1893 году. Празднование иконы совершалось 15 августа (на Успение) и на это богомолье собиралось много народа из окрестных селений в том числе из католиков.
В 1861 г. была открыта церковно-приходская школа, в которой обучались 41 мальчик и 10 девочек.
В 1876 г. был произведен ремонт церкви: устроен новый иконостас, исправлена крыша, поправлен фундамент, и 26 сентября 1876 г. церковь была освящена.
На 1898 г. относилась к Ивановскому благочинию. Прихожан 1712 человек. Имелась церковная школа и народное училище. Причт состоял из священника и псаломщика.
В советское время церковь не закрывалась. С начала XXI века храм посещали богомольцы из разных мест Белоруссии из-за популярности его настоятеля о. Виктора Сороки.
До 2019 г. единственный храм благочиния в котором не использовалось электричество и отопление, является памятник народного деревянного зодчества.
Включён в Государственный список историко-культурных ценностей Республики Беларусь.

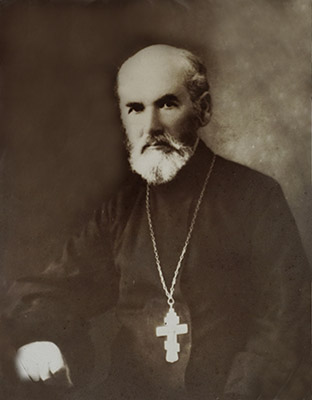
Иерей Антоний Алехнович

## Настоятели
- иерей Гавриил Чехович (упом. в 1755 г.)
- иерей Михаил Чехович (упом. в 1832-1837 гг.)
- иерей Каспер Шеметилло (с 1837 г. и.о.; упом. в 1861 г.[2] - 13.7.1873[5])
- иерей Константин Павлович (2.8.1873[6] - 24.10.1889[7])
- иерей Иоанн Вераксин (9.12.1889[8] — 1901);
- иерей Алексей Осеченский (1901 — ?);
- иерей Антоний Алехнович (1930-1940-е гг.)
- протоиерей Виктор Сорока (20.06.1973 — 13.03.2018)
- иерей Сергий Богуш (2018 г.) Врио. совмещение.
- иерей Леонид Куровский (2019 г.)